# Clematis kakoulimensis
Clematis kakoulimensis är en ranunkelväxtart som beskrevs av Raymond Albert Alfred Schnell. Clematis kakoulimensis ingår i släktet klematisar, och familjen ranunkelväxter. Inga underarter finns listade i Catalogue of Life.